# ПАР на зимових Олімпійських іграх 1998
ПАР брала участь у Зимових Олімпійських іграх 1998 року в Наґано (Японія) втретє, але не завоювала жодної медалі. Збірну країни представляли один гірськолижник і одна фігуристка.

## Гірськолижний спорт
Спортсменів — 1
Чоловіки
| Спортсмен     | Вид         | 1 спроба | 2 спроба | Всього       | Місце |
| ------------- | ----------- | -------- | -------- | ------------ | ----- |
| Олександр Хіт | Слалом      | 1.06,82  | 1.07,62  | 2.14,44      | 26    |
| Олександр Хіт | Супергігант |          |          | не фінішував | -     |

## Фігурне катання
Спортсменів — 1
Жінки
| Спортсмен    | Вид                     | Коротка програма | Коротка програма | Довільна програма | Довільна програма | Підсумок | Підсумок |
| Спортсмен    | Вид                     | Очки             | Місце            | Очки              | Місце             | Очки     | Місце    |
| ------------ | ----------------------- | ---------------- | ---------------- | ----------------- | ----------------- | -------- | -------- |
| Ширен Х'юман | Жіноче одиночне катання | 11,5             | 23               | 24,0              | 24                | 35,5     | 24       |